# 盖马国

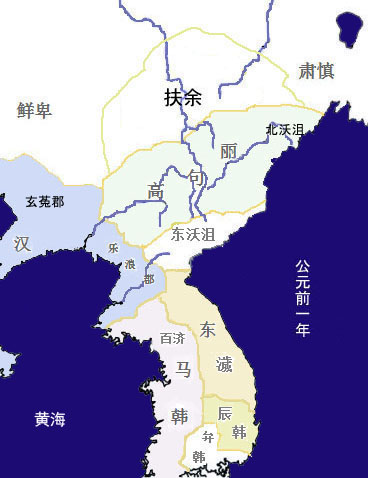
公元前后的朝鮮半島形勢

盖马国（韓語：개마），是存在于公元前1世紀至1世紀的古代朝鲜半岛北部部落国家。
盖马国在盖马高原附近，是汉朝玄菟郡属下的部落国家。高句丽大武神王高无恤在26年十月親征蓋馬國，殺蓋馬國王，安慰百姓，禁止虜掠，以盖马国之地爲高句丽的郡縣，附近的句荼国主动归降。